# Штефан Русу
Штефан Русу (рум. Ştefan Rusu; 2 лютого 1956, Радівці, жудець Сучава, Соціалістична Республіка Румунія) — румунський борець греко-римського стилю, дворазовий чемпіон, срібний та бронзовий призер чемпіонатів світу, п'ятиразовий чемпіон, дворазовий срібний та бронзовий призер чемпіонатів Європи, чемпіон, срібний та бронзовий призер Олімпійських ігор. Рекордсмен за кількістю олімпійських нагород серед румунських борців.

## Біографія
Боротьбою почав займатися з 1965 року. Був чемпіоном Європи 1974 року серед молоді та віце-чемпіоном світу 1975 року серед юніорів. У 1981 році виграв літню Універсіаду в Бухаресті. Виступав за борцівський клуб «Динамо» Бухарест. Чемпіон Румунії з 1975 до 1987 року.
Його син Штефан Християн Русу (1979) теж займався греко-римською боротьбою, тренувався під керівництвом свого батька, входив до складу збірної Румунії, але особливих успіхів не досяг.
Після спортивної кар'єри він став тренером, спочатку в Олімпійському центрі боротьби в рідних Радівцях, потім в бухарестському «Динамо». У 1990 році виїхав на роботу до Туреччини. Незважаючи на успішну кар'єру за кордоном у 2000 році повернувся до свого рідного міста.

## Спортивні результати на міжнародних змаганнях

### Виступи на Олімпіадах
| Змагання                    | Збірна  | Вагова категорія                 | Місце  |
| --------------------------- | ------- | -------------------------------- | ------ |
| Літні Олімпійські ігри 1976 | Румунія | греко-римська боротьба, до 68 кг | Срібло |
| Літні Олімпійські ігри 1980 | Румунія | греко-римська боротьба, до 68 кг | Золото |
| Літні Олімпійські ігри 1984 | Румунія | греко-римська боротьба, до 74 кг | Бронза |

### Виступи на Чемпіонатах світу
| Змагання                        | Збірна  | Вагова категорія                 | Місце  |
| ------------------------------- | ------- | -------------------------------- | ------ |
| Чемпіонат світу з боротьби 1977 | Румунія | греко-римська боротьба, до 68 кг | 5      |
| Чемпіонат світу з боротьби 1978 | Румунія | греко-римська боротьба, до 68 кг | Золото |
| Чемпіонат світу з боротьби 1981 | Румунія | греко-римська боротьба, до 68 кг | Бронза |
| Чемпіонат світу з боротьби 1982 | Румунія | греко-римська боротьба, до 74 кг | Золото |
| Чемпіонат світу з боротьби 1983 | Румунія | греко-римська боротьба, до 74 кг | 4      |
| Чемпіонат світу з боротьби 1985 | Румунія | греко-римська боротьба, до 74 кг | Срібло |

### Виступи на Чемпіонатах Європи
| Змагання                         | Збірна  | Вагова категорія                 | Місце  |
| -------------------------------- | ------- | -------------------------------- | ------ |
| Чемпіонат Європи з боротьби 1975 | Румунія | греко-римська боротьба, до 68 кг | 6      |
| Чемпіонат Європи з боротьби 1976 | Румунія | греко-римська боротьба, до 68 кг | Срібло |
| Чемпіонат Європи з боротьби 1977 | Румунія | греко-римська боротьба, до 68 кг | Срібло |
| Чемпіонат Європи з боротьби 1978 | Румунія | греко-римська боротьба, до 68 кг | Золото |
| Чемпіонат Європи з боротьби 1979 | Румунія | греко-римська боротьба, до 68 кг | Золото |
| Чемпіонат Європи з боротьби 1980 | Румунія | греко-римська боротьба, до 68 кг | Золото |
| Чемпіонат Європи з боротьби 1981 | Румунія | греко-римська боротьба, до 68 кг | Золото |
| Чемпіонат Європи з боротьби 1982 | Румунія | греко-римська боротьба, до 74 кг | 5      |
| Чемпіонат Європи з боротьби 1983 | Румунія | греко-римська боротьба, до 74 кг | Бронза |
| Чемпіонат Європи з боротьби 1984 | Румунія | греко-римська боротьба, до 74 кг | 6      |
| Чемпіонат Європи з боротьби 1985 | Румунія | греко-римська боротьба, до 74 кг | Золото |
| Чемпіонат Європи з боротьби 1986 | Румунія | греко-римська боротьба, до 74 кг | 5      |

### Виступи на Універсіадах
| Змагання               | Збірна  | Вагова категорія                 | Місце  |
| ---------------------- | ------- | -------------------------------- | ------ |
| Літня Універсіада 1977 | Румунія | греко-римська боротьба, до 68 кг | Срібло |
| Літня Універсіада 1981 | Румунія | греко-римська боротьба, до 68 кг | Золото |

### Виступи на інших змаганнях
| Змагання                           | Збірна  | Вагова категорія                 | Місце  |
| ---------------------------------- | ------- | -------------------------------- | ------ |
| Гран-прі Німеччини з боротьби 1976 | Румунія | греко-римська боротьба, до 68 кг | 9      |
| Гран-прі Німеччини з боротьби 1977 | Румунія | греко-римська боротьба, до 68 кг | Золото |
| Гран-прі Німеччини з боротьби 1978 | Румунія | греко-римська боротьба, до 68 кг | Золото |
| Гран-прі Німеччини з боротьби 1979 | Румунія | греко-римська боротьба, до 68 кг | Золото |
| Гран-прі Німеччини з боротьби 1980 | Румунія | греко-римська боротьба, до 68 кг | Золото |
| Гран-прі Німеччини з боротьби 1981 | Румунія | греко-римська боротьба, до 68 кг | 5      |
| Гран-прі Німеччини з боротьби 1983 | Румунія | греко-римська боротьба, до 74 кг | Золото |
| Гран-прі Німеччини з боротьби 1984 | Румунія | греко-римська боротьба, до 74 кг | Бронза |
| Гран-прі Німеччини з боротьби 1985 | Румунія | греко-римська боротьба, до 74 кг | Золото |

### Виступи на змаганнях молодших вікових груп
| Змагання                                      | Збірна  | Вагова категорія                 | Місце  |
| --------------------------------------------- | ------- | -------------------------------- | ------ |
| Чемпіонат Європи з боротьби серед молоді 1974 | Румунія | греко-римська боротьба, до 62 кг | Золото |
| Чемпіонат світу з боротьби серед юніорів 1975 | Румунія | греко-римська боротьба, до 68 кг | Срібло |